# 2024年パリオリンピックの自転車競技
2024年パリオリンピックの自転車競技（2024ねんパリオリンピックのじてんしゃきょうぎ）は、国際自転車競技連合（UCI）が管轄し、2024年7月27日から8月11日まで開催されたオリンピックの自転車競技である。

## 概要
ロードレースはイエナ橋やアンヴァリッドを主会場とし、BMXフリースタイルはコンコルド広場で開催される。その他の種目はいずれもパリ郊外イヴリーヌ県のサン＝カンタン＝アン＝イヴリーヌで行われ、トラック種目はモンティニー＝ル＝ブルトンヌーのナショナル・ヴェロドローム（Vélodrome de Saint-Quentin-en-Yvelines）で、BMXレーシングはその隣のサンカンタン・アン・イヴリーヌBMXスタジアムで、マウンテンバイク種目はエランクールでそれぞれ実施される。

## 出場選手

### トラックレース
UCIが定める種目ごとの2024年4月15日時点のオリンピックランキング（2022年7月9日から2024年4月14日までの世界選手権、ネーションズカップ、大陸選手権の成績による）を基にNOCに出場枠（男女95名ずつ）が与えられる。また、特定の種目で出場枠を得た国は、別の特定の種目に選手を出場させることができる。なお、スプリントとオムニアムの出場枠の割り当てにおいては、各大陸から最低1カ国が当該種目に出場できるように考慮される。1つのNOCからは原則男女7名ずつ、最大14名が出場することができる。開催国枠は設定されていない。
日本は男女チームスプリント、男子チームスプリント、女子マディソン・オムニアムにて出場枠を得たため、女子チームパシュートを除く全種目に男子7名、女子6名の選手が出場した。
- チームスプリント（男女8チームずつ）…ランキング上位8カ国に出場枠（男女とも1チーム3名）が与えられる。
- スプリント（男女30名ずつ）…チームスプリントで出場枠を得た国を除くランキング上位7カ国に出場枠（男女とも1名）が与えられる。なお、チームスプリントの出場国（8カ国）からは2名、ケイリンで出場枠を得た国（7カ国）からは1名が出場できる。
- ケイリン（男女30名ずつ）…チームスプリントで出場枠を得た国を除くランキング上位7カ国に出場枠（男女とも1名）が与えられる。なお、チームスプリントの出場国（8カ国）からは2名、スプリントで出場枠を得た国（7カ国）からは1名が出場できる。
- チームパシュート（男女10チームずつ）…ランキング上位10カ国に出場枠（男女とも1チーム4名）が与えられる。
- マディソン（男女15チームずつ）…チームパシュートで出場枠を得た国を除くランキング上位5カ国に出場枠（男女とも1チーム2名）が与えられる。なお、チームパシュートの出場国（10カ国）からは1チーム（2名）が出場できる。
- オムニアム（男子22名ずつ）…マディソンで出場枠を得た国を除くランキング上位7カ国に出場枠（男女とも1名）が与えられる。なお、マディソンで出場枠を得た国（15カ国）からは1名ずつ出場できる。

### マウンテンバイク
UCIが定めるオリンピックランキング（2022年5月7日から2024年5月26日までの各NOC上位3名分のポイントを合計したもの）と2023年大陸選手権（アフリカ、アメリカ、アジア）、2023年世界選手権（ グラスゴー）の成績を基にNOCに出場枠（男女34名ずつ）が与えられる。またこれとは別に開催国枠が男女1名ずつ、ユニバーサリティ枠が男女1名ずつ用意されている。1つのNOCからは男女2名ずつ、最大4名が出場することができる。
日本は世界選手権U-23にて出場枠を得たため、日本自転車競技連盟はUCIランキングで国内最上位だった川口うららを代表に選出した。
- クロスカントリー（男女36名ずつ）…オリンピックランキングで1位～8位の国には2名、9位～19位の国には1名の出場枠（計27名）が与えられる。次にその他の国を対象として大陸選手権（アフリカ、アメリカ、アジア）の上位1カ国に1名ずつ出場枠（計3名）が与えられる。更にランキング、大陸選手権のいずれでも出場枠を得ていない国を対象として世界選手権（エリート、U23）のそれぞれ上位2カ国（同じ国がエリートとU23の両方の出場枠を得ることはできない）に1名ずつ出場枠（計4名）が与えられる。

### ロードレース
2023年10月17日時点のUCI世界ランキング（国別・個人）と2023年大陸選手権（アフリカ、アメリカ、アジア）、2023年世界選手権（ グラスゴー）の成績を基にNOCに出場枠（男女90名ずつ）が与えられる。また、開催国枠としてフランスに男女2名ずつの出場枠が与えられている。1つのNOCからは男女4名ずつ、最大8名が出場することができる。
日本は世界ランキングにてロードレースで男女1枠ずつの出場枠を得た。新城幸也は4大会連続、與那嶺恵理は3大会連続の出場となった。
- 個人ロードレース（男女88名ずつ）…UCI国別ランキングにより、1位〜5位の国には4名、6位〜10位の国には3名、11位〜20位の国には2名、21位〜45位の国には1名ずつ出場枠が与えられる。ただし、ヨーロッパまたはオセアニアの国が国別ランキングにより出場枠を得ていない場合、当該の大陸のうちランキング最上位の国に1名の出場枠が与えられる。次にその他の国を対象として世界選手権エリートロードレースの上位2カ国に1名ずつ出場枠が与えられる。更にランキング、世界選手権いずれでも出場枠を得ていない国を対象として大陸選手権（アフリカ、アメリカ、アジア）の上位2カ国に1名ずつの出場枠が与えられる。
- 個人タイムトライアル（男女35名ずつ）…UCI国別ランキングにより、1位〜25位の国に最大1名の出場枠が与えられる。更に、世界選手権エリート個人タイムトライアルで10位までの国に最大1名ずつ出場枠が与えられる。なお、各大陸からの出場選手が2名に満たない場合は、その大陸の国別ランキング上位の国に割り当てられる。

### BMX
フリースタイルは、オリンピック予選シリーズ（2024年5月・6月）の成績を基に選手個人に出場枠（男女とも6名ずつ）、また2022年アーバンサイクリング世界選手権（ アブダビ）と2023年UCI世界選手権（ グラスゴー）の成績を基にNOCに出場枠（男女とも5名ずつ）が与えられる。
レーシングはUCIが定めるオリンピックランキング（世界選手権等の3名分の個人成績により算出）と、2023年大陸選手権、2023年と2024年の世界選手権の成績を基にNOCに出場枠（男女とも22名ずつ）が与えられる。開催国であるフランスはフリースタイル、レーシングともに男女1名ずつの開催国枠が確保され、またレーシングには男女1名ずつのユニバーサリティ枠が用意されている。
日本は男子フリースタイルでは、2022年世界選手権で中村輪夢が金メダルを獲得し、代表枠を獲得した。女子レーシングでは、2023年アジア選手権で畠山紗英が金メダルを獲得し、代表枠を獲得した。
- フリースタイル（男女11名ずつ）…オリンピック予選シリーズの成績順に6名の選手に出場枠が与えられる。遡ってアーバンサイクリング世界選手権（男女2名ずつ）およびUCI世界選手権（男女3名ずつ）を通じて出場枠がNOCに与えられるが、予選シリーズで出場権を得ていない大陸に優先的に割り当てられる。
- レーシング（男女24名ずつ）…オリンピックランキング1位と2位の国には3名、3位～5位の国には2名、6位～10位の国には1名の出場枠が与えられる。ただし、ヨーロッパまたはオセアニアの国がランキングにより出場枠を得ていない場合、当該の大陸のうちランキング最上位の国に1名の出場枠が与えられる。次にアフリカ、アメリカ、アジアそれぞれの大陸で出場権を得ていない国を対象に、各大陸選手権の上位1カ国に1名ずつ出場枠（計3名）が与えられる。更にいずれの出場枠も得ていない国を対象として2023年と2024年の世界選手権のそれぞれ上位1カ国に1名ずつ出場枠が与えられる。

## 競技日程
| H | 予選 | QF | 準々決勝 | SF | 準決勝 | F | 決勝 |

| 種目/日付             | 8/5 | 8/5 | 8/5 | 8/6 | 8/6 | 8/7 | 8/7 | 8/8 | 8/8 | 8/8 | 8/8 | 8/9 | 8/9 | 8/10 | 8/10 | 8/11 | 8/11 | 8/11 | 8/11 |
| 種目/日付             | 夕  | 夕  | 夕  | 夕  | 夕  | 昼  | 夕  | 夕  | 夕  | 夕  | 夕  | 昼  | 夕  | 夕   | 夕   | 昼   | 昼   | 昼   | 昼   |
| --------------------- | --- | --- | --- | --- | --- | --- | --- | --- | --- | --- | --- | --- | --- | ---- | ---- | ---- | ---- | ---- | ---- |
| 男子 チームスプリント | H   | H   | H   | SF  | F   |     |     |     |     |     |     |     |     |      |      |      |      |      |      |
| 男子 スプリント       |     |     |     |     |     | H   | H   | QF  | QF  | QF  | QF  | SF  | F   |      |      |      |      |      |      |
| 男子 ケイリン         |     |     |     |     |     |     |     |     |     |     |     |     |     | H    | H    | QF   | SF   | F    | F    |
| 男子 チームパシュート | H   | H   | H   | SF  | SF  |     | F   |     |     |     |     |     |     |      |      |      |      |      |      |
| 男子 マディソン       |     |     |     |     |     |     |     |     |     |     |     |     |     | F    | F    |      |      |      |      |
| 男子 オムニアム       |     |     |     |     |     |     |     | SR  | TR  | ER  | PR  |     |     |      |      |      |      |      |      |
| 女子 チームスプリント | H   | SF  | F   |     |     |     |     |     |     |     |     |     |     |      |      |      |      |      |      |
| 女子 スプリント       |     |     |     |     |     |     |     |     |     |     |     | H   | H   | H    | QF   | SF   | SF   | F    | F    |
| 女子 ケイリン         |     |     |     |     |     | H   |     | QF  | SF  | F   | F   |     |     |      |      |      |      |      |      |
| 女子 チームパシュート |     |     |     | H   | H   | SF  | F   |     |     |     |     |     |     |      |      |      |      |      |      |
| 女子 マディソン       |     |     |     |     |     |     |     |     |     |     |     |     | F   |      |      |      |      |      |      |
| 女子 オムニアム       |     |     |     |     |     |     |     |     |     |     |     |     |     |      |      | SR   | TR   | ER   | PR   |

| 種目/日付             | 7/27             | 7/28             | 7/29             | 7/30             | 7/31             | 8/1              | 8/1              | 8/2              | 8/2              | 8/3              | 8/4              |
| マウンテンバイク      | マウンテンバイク | マウンテンバイク | マウンテンバイク | マウンテンバイク | マウンテンバイク | マウンテンバイク | マウンテンバイク | マウンテンバイク | マウンテンバイク | マウンテンバイク | マウンテンバイク |
| --------------------- | ---------------- | ---------------- | ---------------- | ---------------- | ---------------- | ---------------- | ---------------- | ---------------- | ---------------- | ---------------- | ---------------- |
| 男子 クロスカントリー |                  |                  | F                |                  |                  |                  |                  |                  |                  |                  |                  |
| 女子 クロスカントリー |                  | F                |                  |                  |                  |                  |                  |                  |                  |                  |                  |
| ロードレース          |                  |                  |                  |                  |                  |                  |                  |                  |                  |                  |                  |
| 男子 ロードレース     |                  |                  |                  |                  |                  |                  |                  |                  |                  | F                |                  |
| 男子 タイムトライアル | F                |                  |                  |                  |                  |                  |                  |                  |                  |                  |                  |
| 女子 ロードレース     |                  |                  |                  |                  |                  |                  |                  |                  |                  |                  | F                |
| 女子 タイムトライアル | F                |                  |                  |                  |                  |                  |                  |                  |                  |                  |                  |
| BMX フリースタイル    |                  |                  |                  |                  |                  |                  |                  |                  |                  |                  |                  |
| 男子 パーク           |                  |                  |                  | H                | F                |                  |                  |                  |                  |                  |                  |
| 女子 パーク           |                  |                  |                  | H                | F                |                  |                  |                  |                  |                  |                  |
| BMX レーシング        |                  |                  |                  |                  |                  |                  |                  |                  |                  |                  |                  |
| 男子                  |                  |                  |                  |                  |                  | QF               | LC               | SF               | F                |                  |                  |
| 女子                  |                  |                  |                  |                  |                  | QF               | LC               | SF               | F                |                  |                  |

## 競技概要

### トラックレース
チームスプリント
1チーム3名で行う。2チームがトラックの手前側と奥側から同時にスタートする。1周ごとに、それまで先頭を走って風よけとなっていた選手がコースから外れ、最後に残った選手がフィニッシュラインに達したタイムが記録となる。予選の結果により準決勝の組み合わせが決定される。準決勝の勝者のうち、タイム上位2チームが決勝戦へ、下位2チームが3位決定戦に進出する。
スプリント
3周回し着順を競う。まず、予選としてタイムトライアル（フライングスタート200メートル）を行い上位24名が本戦に進出する。本戦は1対1のトーナメント形式となり、以下の通り、進行する。
- 1回戦では各組の勝者12名と敗者復活戦（1組3名）の勝者4名、計16名が2回戦に進出する。
- 2回戦では各組の勝者8名と敗者復活戦の勝者4名、計12名が3回戦に進出する。
- 3回戦では、各組の勝者6名と敗者復活戦（1組3名）の勝者2名、計8名が準々決勝に進出する。
- 準々決勝以降は敗者復活戦はなく、2本先取で行われる。

ケイリン
6周回し着順を競うが、3周目までは先頭誘導員が選手たちへの風よけをする。以下の通り、進行する。
- 1回戦は6名ずつ5組に分かれて行われ、各組上位2名が準々決勝に進出する。3位以下の選手は敗者復活戦（1組5名×4組）に出場し各組上位2名が準々決勝に進出する。
- 準々決勝以降は6名ずつで行われる。準々決勝では各組上位4名、準決勝では各組上位3名が勝ち上がりとなる。

チームパシュート
1チーム4名で行う。2チームがトラックの手前側と奥側から同時にスタートする。相手を追い抜くか、先に16周回を走り終えた（チーム3番めの選手で判定）チームが勝利する。予選は1チームずつ行い、タイム順により準決勝の組み合わせ（6位対7位、5位対8位、2位対3位、1位対4位）が決まる。2位対3位、1位対4位の対戦で勝利したチームが決勝に進出する。その他の6チームはタイム順によりそれぞれ3位決定戦、5位決定戦、7位決定戦に出場する。
マディソン
2名1組のペアで、レース中に選手が交代しながら男子は50km（200周）、女子は30km（120周）を走って競う。全チームが同時にレースを行い、獲得したポイント数を競う。合計ポイントが並んだ場合は、最終的な着順で順位を決定する。ポイントは10周ごとに1位から4位までのチームに与えられるほか、メインの集団を周回遅れにすることでも得ることができる。
オムニアム
1日に4種目を行い、合計得点を競う。第1種目・スクラッチ（男子：10km（40周）、女子：7.5km（30周））、第2種目・テンポレース（男子：10km、女子：7.5km）、第3種目・エリミネーション、第4種目・ポイントレース（男子：25km（100周）、女子：20km（80周））を実施する。スクラッチは最終的な着順がそのまま成績となる。テンポレースは5周目以降の各周回の1位にのみ1ポイント、メインの集団を周回遅れにすると20ポイントが与えられる。ポイントにより順位をつけるが、ポイントが並んだ場合は最終的な着順が優先される。エリミネーションは2周ごとに最下位の選手が脱落し、最後の1人になるまでレースが続けられる。
エリミネーションまでの3種目では種目ごとの成績により1位から順に40点、38点、36点…と得点が与えられる。最終種目のポイントレースでは10周ごとに1位から4位までに得点が与えられるほか、メインの集団を周回遅れにしても得点が与えられる（周回遅れにされると減点される）。それらの得点を第3種目までに獲得した得点に加算した合計得点により最終順位をつける。

### マウンテンバイク
オフロードコース（1周約4.4km）を男子は8周、女子は7周する。周回遅れになるか、トップの選手から規定のタイム差がついた選手はレースから除外される。

### ロードレース
ロードレース
スタート・フィニッシュはトロカデロ広場。男子は距離は約273km、獲得標高は約2800m、女子は距離は約158km、獲得標高は約1700mのコースとなっている。レース終盤にはモンマルトルの丘や石畳の路面を含む周回コースを3周した後、イエナ橋を渡ってトロカデロ広場に至る。

#### タイムトライアル
アンヴァリッドをスタートし、ヴァンセンヌの森まで往復しアレクサンドル3世橋にゴールする32.4kmのコースで行われる。オリンピック史上初めて、男女とも同じコースを用いる。

### BMX フリースタイル
パークコースにて技（トリック）を披露する。設置された5名の審査員が0.00～99.99の間で採点し平均点がポイントとなる。予選では、選手は1ラウンド60秒を2ラウンド実施し、両方のラウンドのポイントの平均がスコアとなり、上位9名が決勝に進出する。決勝の滑走順はスコアが低い順となるため、予選上位者は自分より前に演技する選手の採点傾向や演技構成を参考にして技を選択できるメリットがある。決勝では60秒の滑走を2回行い、2回のうちのベストスコアで順位が決まる。

### BMX レーシング
ジャンプ台やコーナーを含むダートコースで行われる。以下の通り、進行する。
- 準々決勝では各選手が8名によるレースに3回出場し、順位の合計が少ない順に上位12名が準決勝に進出する。13位～20位の選手は敗者復活戦（ラストチャンスレース）に出場し、上位4名が準決勝に進出する。
- 準決勝は8名×2組に分かれて3レースずつ行い、順位の合計が少ない順に各組上位4名が決勝に進出する。
- 決勝は8名による1レース勝負で最終順位を決定する。

## 競技結果

### トラックレース
| 種目                  | 金 | 金        | 銀 | 銀       | 銅                                                                                               | 銅       |
| --------------------- | --- | --------- | --- | -------- | ------------------------------------------------------------------------------------------------ | -------- |
| 男子 チームスプリント | オランダ (NED) ロイ・ファン・デン・ブルフ ハリー・ラヴレイセン イェフレー・ホーフラント                        | 40.949 WR | イギリス (GBR) ジャック・カーリン ハミシュ・ターンブル エド・ロー                                                     | 41.814   | オーストラリア (AUS) マシュー・グラツァー マシュー・リチャードソン レー・ホフマン                | 41.597   |
| 男子 スプリント       | ハリー・ラヴレイセン オランダ (NED)                                                                            | 勝者      | マシュー・リチャードソン オーストラリア (AUS)                                                                         | +0.047   | ジャック・カーリン イギリス (GBR)                                                                | 勝者     |
| 男子 ケイリン         | ハリー・ラヴレイセン オランダ (NED)                                                                            | 勝者      | マシュー・リチャードソン オーストラリア (AUS)                                                                         | +0.056   | マシュー・グラツァー オーストラリア (AUS)                                                        | +0.881   |
| 男子 チームパシュート | オーストラリア (AUS) オリヴァー・ブレディン ケランド・オブライエン サム・ウェルズフォード コナー・リーヒー     | 3:42.067  | イギリス (GBR) イーサン・ヴァーノン ダニエル・ビガム チャーリー・タンフィールド イーサン・ヘイター オリヴァー・ウッド | 3:44.394 | イタリア (ITA) シモーネ・コンソンニ フィリッポ・ガンナ フランチェスコ・ラモン ジョナサン・ミラン | 3:44.197 |
| 男子 マディソン       | ポルトガル (POR) ユリ・レイタン ルイ・オリヴェイラ                                                             | 55        | イタリア (ITA) シモーネ・コンソンニ エリア・ヴィヴィアーニ                                                            | 47       | デンマーク (DEN) ニクラス・ラルセン ミカエル・メルケフ                                           | 41       |
| 男子 オムニアム       | バンジャマン・トマ フランス (FRA)                                                                              | 164       | ユリ・レイタン ポルトガル (POR)                                                                                       | 153      | ファビオ・ファン・デン・ボスヘ ベルギー (BEL)                                                    | 131      |
| 女子 チームスプリント | イギリス (GBR) ケイティ・マーチャント エマ・フィヌケーン ソフィー・ケープウェル                                | 45.186 WR | ニュージーランド (NZL) エレッス・アンドリュース レベッカ・ペッチ シェーン・フルトン                                   | 45.659   | ドイツ (GER) エマ・ヒンツェ レア・フリードリヒ パウリネ・グラボッシュ                            | 45.400   |
| 女子 スプリント       | エレッス・アンドリュース ニュージーランド (NZL)                                                                | 勝者      | レア・フリードリヒ ドイツ (GER)                                                                                       | +0.095   | エマ・フィヌケーン イギリス (GBR)                                                                | 勝者     |
| 女子 ケイリン         | エレッス・アンドリュース ニュージーランド (NZL)                                                                | 勝者      | ヘッティ・ファン・デ・ヴァウ オランダ (NED)                                                                           | +0.062   | エマ・フィヌケーン イギリス (GBR)                                                                | +0.092   |
| 女子 チームパシュート | アメリカ合衆国 (USA) クリステン・フォークナー ジェニファー・ヴァレント リリー・ウィリアムズ クロエ・ダイガート | 4:04.306  | ニュージーランド (NZL) ブライオニー・ボサ アリー・ウォラストン エミリー・シャーマン ニコール・シールズ                | 4:04.927 | イギリス (GBR) エリノア・バーカー ジョジー・ナイト アンナ・モリス ジェシカ・ロバーツ             | 4:06.382 |
| 女子 マディソン       | イタリア (ITA) ヴィットリア・グアッツィーニ キアラ・コンゾーニ                                                 | 37        | イギリス (GBR) ニア・エヴァンス エリノア・バーカー                                                                    | 31       | オランダ (NED) リサ・ファン・ベル マイケ・ファン・デル・ドイン                                   | 28       |
| 女子 オムニアム       | ジェニファー・ヴァレント アメリカ合衆国 (USA)                                                                  | 144       | ダリア・ピクリク ポーランド (POL)                                                                                     | 131      | アリー・ウォラストン ニュージーランド (NZL)                                                      | 125      |

### マウンテンバイク
| 種目                  | 金                                            | 金      | 銀                                      | 銀      | 銅                                        | 銅      |
| --------------------- | --------------------------------------------- | ------- | --------------------------------------- | ------- | ----------------------------------------- | ------- |
| 男子 クロスカントリー | トーマス・ピドコック イギリス (GBR)           | 1:26:22 | ヴィクトル・コレツキ フランス (FRA)     | 1:26:31 | アラン・ハザリー 南アフリカ (RSA)         | 1:26:33 |
| 女子 クロスカントリー | ポーリーヌ・フェラン＝プレヴォ フランス (FRA) | 1:26:02 | ヘイリー・バッテン アメリカ合衆国 (USA) | 1:28:59 | ジェニー・リスヴェッズ スウェーデン (SWE) | 1:29:04 |

### ロードレース
| 種目                  | 金                                            | 金       | 銀                                      | 銀       | 銅                                      | 銅       |
| --------------------- | --------------------------------------------- | -------- | --------------------------------------- | -------- | --------------------------------------- | -------- |
| 男子 ロードレース     | レムコ・エヴェネプール ベルギー (BEL)         | 6:19:34  | ヴァランタン・マドゥアス フランス (FRA) | 6:20:45  | クリストフ・ラポルト フランス (FRA)     | 6:20:50  |
| 男子 タイムトライアル | レムコ・エヴェネプール ベルギー (BEL)         | 36:12.16 | フィリッポ・ガンナ イタリア (ITA)       | 36:27.08 | ワウト・ファン・アールト ベルギー (BEL) | 36:37.79 |
| 女子 ロードレース     | クリステン・フォークナー アメリカ合衆国 (USA) | 3:59:23  | マリアンヌ・フォス オランダ (NED)       | 4:00:21  | ロッテ・コペッキー ベルギー (BEL)       | 4:00:21  |
| 女子 タイムトライアル | グレース・ブラウン オーストラリア (AUS)       | 39:38.24 | アンナ・ヘンダーソン イギリス (GBR)     | 41:09.83 | クロエ・ダイガート アメリカ合衆国 (USA) | 41:10.70 |

### BMX フリースタイル
| 種目        | 金                                      | 金    | 銀                                                      | 銀    | 銅                                      | 銅    |
| ----------- | --------------------------------------- | ----- | ------------------------------------------------------- | ----- | --------------------------------------- | ----- |
| 男子 パーク | ホセ・トーレス・ヒル アルゼンチン (ARG) | 94.82 | キーラン・ダレン・デイヴィッド・レイリー イギリス (GBR) | 93.91 | アントニー・ジャンジャン フランス (FRA) | 93.76 |
| 女子 パーク | 鄧雅文 中国 (CHN)                       | 92.60 | ペリス・ベネガス アメリカ合衆国 (USA)                   | 90.70 | ナタリア・ディーム オーストラリア (AUS) | 88.80 |

### BMX レーシング
| 種目 | 金                            | 金     | 銀                                    | 銀     | 銅                            | 銅     |
| ---- | ----------------------------- | ------ | ------------------------------------- | ------ | ----------------------------- | ------ |
| 男子 | ジョリ・ドーデ フランス (FRA) | 31.422 | シルヴァン・アンドレ フランス (FRA)   | 31.706 | ロマン・マヨー フランス (FRA) | 32.022 |
| 女子 | 榊原爽 オーストラリア (AUS)   | 34.231 | マノン・フェーンストラ オランダ (NED) | 34.954 | ゾエ・クレサン スイス (SUI)   | 35.060 |

## 備考
- 男子個人ロードレースでドイツのニルス・ポリットがレース中に沿道のカフェのトイレに駆け込んだが、偶然に駆け込んだカフェが映画「アメリ」の舞台として知られるカフェ・デ・ドゥームーランだったため話題となった（ニルス・ポリットは70位で完走した）[39]。